# Les Monceaux
Les Monceaux è un comune francese di 180 abitanti situato nel dipartimento del Calvados nella regione della Normandia.

## Società

### Evoluzione demografica
Abitanti censiti